# Carsix
Carsix település Franciaországban, Eure megyében. Lakosainak száma 283 fő (2018. január 1.). Carsix Aclou, Boisney, Fontaine-la-Soret és Plasnes községekkel határos.

## Népesség
A település népességének változása:
| Lakosok száma | 266  | 284  | 290  | 239  | 233  | 244  | 253  | 270  | 278  | 283  |
|               | 1968 | 1975 | 1982 | 1990 | 1999 | 2011 | 2013 | 2015 | 2017 | 2018 |